# Вирджиния Низамов Сърсо
Вирджиния Низамов Сърсо (на английски: Virginia Nizamoff Surso) е американска публицистка от български произход, деятелка на Македонската патриотична организация.

## Биография
Вирджиния Низамов е родена на 26 март 1940 година в Сиракюз, Ню Йорк, САЩ, в семейството на видния деец на МПО Христо Низамов. Започва работа като журналистка в „Индианаполис стар“ около 1977 година, след което е поканена от президента на МПО Иван Лебамов да заеме поста редактор на „Македонска трибуна“ през 1987 година във Форт Уейн. От 2006 година е главен редактор на изданието. На този пост тя остава до 2011 година. Умира на 5 ноември 2023 година.